# Wang Xizhi
Wang Xizhi fue un escritor y funcionario chino que vivió durante la Dinastía Jin (265-420), conocido por su dominio de la caligrafía china. A menudo se considera que Wang es el mejor calígrafo de la historia china y fue maestro de todas las formas de caligrafía china, en especial de las formas cursiva, semicursiva y regular.
El emperador Taizong de Tang admiró tanto sus obras que se dijo que se mandó enterrar en su mausoleo con la obra más famosa de Wang Xizhi "Prefacio de los poemas del Pabellón de las Orquídeas" en chino "Lantingji Xu" (蘭亭集序).

## Biografía
Nacido en Linyi, Wang pasó la mayor parte de su vida en la actual Shaoxing y Wenzhou. Aprendió el arte de la caligrafía de Lady Wei Shuo. Se destacó en todos los guiones, pero particularmente en guion semicursivo. Sus trabajos representativos incluyen, en orden cronológico, "Narración en Yue Yi" ("樂毅論"), "The Yellow Court Classic" ("黃庭經"), "Comentarios sobre el retrato de Dongfang Shuo". ("東方朔畫"), "Admoniciones al Emperador del Mentor Imperial" ("太師箴"), Prefacio a la colección de poemas compilados en el Pabellón de Orquídeas("蘭亭集序", también comúnmente conocido como "Lanting Xu") y "The Statement of Pledge"《告誓文》.
Su trabajo más conocido y famoso es el Lanting Xu, la introducción a una colección de poemas escritos por varios poetas durante una reunión en Lanting cerca de la ciudad de Shaoxing para el Xiuxi. El original está perdido, pero la obra sobrevive en una serie de copias finamente rastreadas, siendo la copia más antigua y mejor vista la que se hizo entre c. 627-650 por Feng Chengsu, y está ubicado en el Museo de la Ciudad Prohibida en Pekín.
Wang Xizhi es particularmente recordado por uno de sus pasatiempos, el de criar gansos. Cuenta la leyenda que aprendió que la clave de cómo girar la muñeca mientras escribía era observar cómo los gansos movían sus cuellos. Hay una pequeña taza de porcelana que representa a Wang Xizhi "gansos que caminan" en la Galería China del Museo de las Civilizaciones Asiáticas en Singapur. El otro lado de la copa representa a un erudito "llevando una cítara a un amigo".
Wang Xizhi tuvo siete hijos, todos ellos calígrafos notables. El más distinguido fue su hijo más joven, Wang Xianzhi.